# Czesław Borowski
Czesław Marian Borowski (ur. 1 kwietnia 1944 Łownicy, zm. 2 września 2022) – generał brygady Wojska Polskiego; dowódca 3 Brygady Artylerii (1984–1986); szef artylerii w Dowództwie Wojsk Lądowych (1997–2003).

## Życiorys
Czesław Borowski syn Jana urodził się 1 kwietnia 1944 w Łownicy na ziemi świętokrzyskiej. W 1963 rozpoczął studia jako podchorąży Oficerskiej Szkoły Artylerii w Toruniu, którą po przemianowaniu w 1965 w Oficerską Szkołę Wojsk Rakietowych i Artylerii ukończył w 1966 i był mianowany na pierwszy stopień oficerski podporucznika. W tym samym roku otrzymał przydział służbowy do Tarnowskich Gór, gdzie objął stanowisko dowódcy plutonu ogniowego w 115 Dywizjonie Artylerii Haubic 10 Dywizji Pancernej. W 1967 został wyznaczony na stanowisko dowódcy plutonu topograficzno-rozpoznawczego w tym dywizjonie. W 1969 objął funkcję dowódcy baterii 122 mm haubic. W latach 1970–1971 dowódca baterii dowodzenia w 39 pułku artylerii 10 Dywizji Pancernej. W 1972 został wyznaczony na stanowisko szefa sztabu – zastępcy dowódcy dywizjonu w tymże pułku, po czym rozpoczął studia w Akademii Sztabu Generalnego, które ukończył w 1975 i został dowódcą dywizjonu w 20 pułku artylerii przeciwpancernej. Od 1975 pełnił służbę na stanowisku oficera w Szefostwie Wojsk Rakietowych i Artylerii Dowództwa Śląskiego Okręgu Wojskowego we Wrocławiu. 
W roku 1976 objął funkcję szefa sztabu – zastępcy dowódcy 91 pułku artylerii przeciwpancernej. W latach 1978–1980 dowodził tą jednostką, po czym został szefem sztabu – zastępcą dowódcy 3 Brygady Artylerii. Od roku 1983 został powołany na stanowisko zastępcy szefa Wojsk Rakietowych i Artylerii Warszawskiego Okręgu Wojskowego. W 1984 ukończył studia w Akademii Sztabu Generalnego Sił Zbrojnych w ZSRR i otrzymał przydział służbowy na stanowisko dowódcy 3 Brygady Artylerii w stopniu pułkownika. W latach 1986–1987 był dowódcą Wojsk Rakietowych i Artylerii Śląskim Okręgu Wojskowym. Od roku 1991 pełnił funkcję Szefa Wojsk Rakietowych i Artylerii  Ministerstwa Obrony Narodowej. W 1992 po reorganizacji kierowniczych organów sił zbrojnych – został szefem Wojsk Rakietowych i Artylerii Sztabu Generalnego WP. W 1992 był awansowany do stopnia generała brygady przez prezydenta RP Lecha Wałęsę. W latach 1997–2003 kierował artylerią w Dowództwie Wojsk Lądowych. Na emeryturze od 17 maja 2017 był członkiem honorowym Stowarzyszenia Polskich Artylerzystów. Zmarł 2 września 2022. 9 września 2022 został pochowany na Cmentarzu rzymskokatolickim w Klimontowie.

## Awanse[3]
- podporucznik – 1966
- porucznik – 1968
- kapitan – 1972
- major – 1976
- podpułkownik – 1979
- pułkownik – 1984
- generał brygady – 1992

## Ordery, odznaczenia i wyróżnienia[3]
- Krzyż Komandorski Orderu Odrodzenia Polski – 2001[1]
- Krzyż Oficerski Orderu Odrodzenia Polski – 1993[2]
- Krzyż Kawalerski Orderu Odrodzenia Polski
- wpisany do „Honorowej Księgi Ministra Obrony Narodowej” – 2002

i inne